# Hrvatsko nacionalno vijeće Republike Srbije
Hrvatsko nacionalno vijeće Republike Srbije je prema svom statutu:

"Hrvatsko nacionalno vijeće (HNV) je najviše zastupničko tijelo Hrvata u Republici Srbiji, izabrano radi ostvarivanja prava na manjinsku samoupravu. Osnovano na temelju Zakona o zaštiti prava i sloboda nacionalnih manjina iz 2002., ono predstavlja hrvatsku nacionalnu manjinu u području službene uporabe jezika, obrazovanja, informiranja i kulture, sudjeluje u procesu odlučivanja ili odlučuje o pitanjima iz tih područja i osniva ustanove iz ovih područja.

## Povijest
Hrvatsko nacionalno vijeće je do sada birano na posrednim izborima – putem elektora. Prvi saziv je formiran na konstitutivnoj sjednici od 25. siječnja 2003. u Subotici (kao sami osnutak se spominje 15. prosinca 2002.), a na kojoj je sudjelovalo 198 elektora. Tada je izabrano 35 vijećnika koji su utemeljili HNV na konstituirajućoj sjednici u Subotici 23. siječnja 2003. Na temelju Zakona o nacionalnim vijećima nacionalnih manjina iz 2009., na elektorskoj skupštini u Subotici 6. lipnja 2010., 132 elektora izabralo je novih 29 vijećnika sadašnjega saziva HNV-a, čija je konstituirajuća sjednica održana 26. lipnja 2010. u Subotici. "
HNV je neprofitna pravna osoba.
Sjedište je u Subotici.
Prvih je godina djelovalo u unajmljenim prostorima HKC Bunjevačko kolo.

## Obilježja
Hrvatsko nacionalno vijeće ima svoju zastavu, grb i simbol. Zastavu je dizajnirao Aleksandar David iz Subotice, a usvojena je na sjednici HNV-a 11. lipnja 2005. Grb hrvatske zajednice u Republici Srbiji jest povijesni hrvatski grb, – štit s 25 naizmjeničnih kvadrata crvene i bijele boje, a na prvom mjestu je kvadrat crvene boje. Simbol je dizajnirao Darko Vuković iz Novoga Sada, a usvojen je na sjednici HNV-a 10. rujna 2010.

## Tijela
Stanje od 17. ožujka 2011. godine:
Vijeće se sastoji od 29 članova, čiji mandat traje 4 godine. 
Vijeće ima svoje dužnosnike, a to su: predsjednik, potpredsjednici, predsjednik Izvršnog odbora Vijeća, predsjednik e-vlade te tajnik Vijeća.

Predsjednika biraju svi članovi Vijeća, dok se potpredsjednike bira po teritorijalnom načelu, na temelju teritorijalne zastupljenosti, po jedan iz Srijema, Podunavlja, iz Sombora i Subotice.
Predsjednik je Slaven Bačić.
Dopredsjednici su:
- za Srijem: Zlatko Načev
- za Podunavlje: Andrija Ađin
- za Sombor: Mata Matarić
- za Suboticu: msgr dr. Andrija Kopilović

Predsjednik Izvršnog Odbora je Darko Sarić Lukendić.

Dopredsjednik Izvršnog Odbora je Petar Balažević
Ostali članovi Izvršnog Odbora su:
- za informiranje: Dujo Runje
- za uporabu jezika: Ivan Stipić
- za gospodarstvo i financije:
- za kulturu: Andrej Španović
- za obrazovanje: Pero Horvacki

Tajnik Vijeća je Željko Pakledinac.
Ožujka 2019. na 9. sjednici održanoj u Tavankutu imenovana i povjerenstva HNV-a, njih devet, s po sedmero članova:
- Povjerenstvo za propise, predstavke i žalbe (predsjednica Mirjana Stantić iz Subotice)
- Povjerenstvo za financije i proračun (predsjednik Lazar Cvijin iz Subotice)
- Povjerenstvo za promicanje gospodarske suradnje (predsjednik Neven Orčić iz Subotice)
- Povjerenstvo za šport (predsjednik Ivan Budinčević iz Subotice)
- Povjerenstvo za praćenje povreda manjinskih prava u Republici Srbiji (predsjednik Darko Baštovanović iz Beočina)
- Povjerenstvo za mladež (predsjednik Marin Piuković iz Subotice)
- Povjerenstvo za rodnu ravnopravnost (predsjednica Bernadica Ivanković iz Subotice)
- Povjerenstvo za odnose s Crkvom (predsjednik Mato Princip iz Beograda) i
- Povjerenstvo za dodjelu priznanja Hrvatskog nacionalnog vijeća (predsjednik Mirko Ostrogonac iz Žednika)

## Elektori
Po stanju od 15. prosinca 2002., elektore daju ova naselja:

- 91 daje Subotica

- 19 daje Tavankut

- 15 daje Sombor

- 10 daje Bajmak

- 6 daje Palić, Žednik, Đurđin, 

- 5 daje Mala Bosna, 

- po 4 elektora daju: Bereg, Mirgeš, Monoštor

- po 3 elektora daju: Srijemska Mitrovica, Petrovaradin, Novi Slankamen, Golubinci, Sonta

- po 2 elektora daju: Novi Sad, Beograd, Novi Beograd, Srijemska Kamenica, 

- po 1 elektora daju: Podgorica (dok je bila SiCG), Ruma, Bezdan, Surčin, Bikovo, Novi Banovci, Belegiš, Stara Pazova, Banatsko Novo Selo.
26. listopada 2014. održana je elektorska skupština HNV u Beogradu. U novom sazivu HNV, Hrvatska lista dr. Slaven Bačić osvojila je 21 vijećničko mjesto, Zajednička lista hrvatskih udruga dr. Tomislav Stantić osvojila je 8 mjesta. Listu podržava Demokratski savez Hrvata u Vojvodini i hrvatske udruge.

## Prava i dužnosti
HNV, među ostalim:

- predstavlja hrvatsku nacionalnu zajednicu u područjima službene uporabe jezika obrazovanja, informiranja na hrvatskom jeziku i kulture,

- sudjeluje u procesu odlučivanja u područjima: služenja hrvatskim jezikom i pismom, privatno i u javnoj uporabi, te u službenoj uporabi; odgoja i obrazovanja; informiranja na hrvatskom jeziku; kulture, te očuvanju i zaštiti svojih kulturnih dobara i tradicije,

- sudjeluje u odlučivanju o načinu predstavljanja kulturno-povijesnog naslijeđa hrvatske nacionalne zajednice,

- predlaže nacionalne simbole, znamenja i blagdane hrvatske nacionalne zajednice Saveznom Savjetu za nacionalne manjine,

- sudjeluje u izradi nastavnog plana za potrebe nastave predmeta koji izražavaju posebnost hrvatske nacionalne zajednice na hrvatskom jeziku, i učenja hrvatskog jezika s elementima hrvatske kulture,

- odlučuje o pojedinim pitanjima u područjima: služenja hrvatskim jezikom i pismom, privatno i u javnoj uporabi, te u službenoj uporabi; odgoja i obrazovanja; informiranja na hrvatskom jeziku; kulture, te očuvanju svojih kulturnih dobara i tradicije,

- osniva udruge, zaklade i fondacije te ustanove za obavljanje djelatnosti javnog priopćavanja, kulture, nakladničke, muzejske, arhivske, književne, znanstvene i obrazovne djelatnosti,

- daje mišljenje tijelima države, teritorijalne autonomije ili jedinice lokalne samouprave, prilikom odlučivanja o pitanjima iz djelokruga službene uporabe jezika, obrazovanja, informiranja na hrvatskom jeziku i kulture,

## Radna tijela
HNV ima svoja radna tijela, u koja spadaju odjeli, odbori i konzultativna tijela. 
| Stalni odjeli su za: - obrazovanje - informiranje - službenu uporabu jezika - kulturu - financije i - gospodarstvo | Stalni odbori su za: - Statut - odnose s državom - suradnju s Republikom Hrvatskom i za prekograničnu suradnju - informiranje - obrazovanje - uporabu jezika - kulturu - financije te - predstavke i žalbe | Konzultativna tijela su: - Savjet za odnose s Crkvama - Savjet visokih dužnosnika |

## Značajne odluke
Odlukom HNV R. Srbije, nadnevci koje će kao službene blagdane slaviti Hrvati u Srbiji su: 

- 19. ožujka - blagdan sv. Josipa, zaštitnika hrvatskog naroda (od 1687.)
- 15. kolovoza - dan objavljivanja poziva Ivana Antunovića na utemeljenje pučkih novina, kojim je započeo narodni preporod Hrvata u ugarskom Podunavlju (1869.)
- 16. listopada - dan rođenja bana Josipa Jelačića
- 15. prosinca - dan izbora za prvo Hrvatsko nacionalno vijeće (2002.)

Na to da je blagdan sv. Josipa izabran za blagdan hrvatske zajednice utjecalo je i tumačenje Hrvatske biskupske konferencije sa sastanka u Splitu 1972., kad su naglasili "da je odluka Hrvatskog sabora iz 1687. godine i sada na snazi, jer Sabor nije imao u vidu apstraktno Hrvatsko kraljevstvo nego hrvatski narod, koji nadživljuje sve peripetije oko svoga suvereniteta".
Odlukom HNV R. Srbije od 29. ožujka 2008. i Skupštine AP Vojvodine od 10. ožujka 2008., kojima se odlučilo osnovati zavode za kulturu onih manjinskih zajednica u Vojvodini čiji su jezici u službenoj uporabi, osnovalo se Zavod za kulturu vojvođanskih Hrvata.
Hrvatsko nacionalno vijeće dodjeljuje priznanje „Ban Josip Jelačić“ za društveni rad u hrvatskoj zajednici, priznanje „Dr. Josip Andrić“ za doprinos hrvatskoj kulturi i priznanje „Pajo Kujundžić“ za doprinos obrazovanju na hrvatskom jeziku. Nagrade su utemeljene 4. listopada 2013. na 59. redovitoj sjednici Hrvatskog nacionalnog vijeća održanoj u Gradskoj kući u Srijemskoj Mitrovici.
Na sjednici je odabrano povjerenstvo za dodjelu priznanja: Martin Bačić, Marko Klajić, Josip Hodak, Andrija Kopilović i Tamara Lerić. HNV može odlučiti da se u pojedinoj godini priznanja ne dodjeljuju.

## Vanjske poveznice
- Službene stranice